# 모리토촌
모리토촌(森戸村)은 이바라키현 사시마군에 일찍이 존재했던 촌이다. 현재의 사카이정 남부에 해당한다.

## 역사
- 1889년 4월 1일 - 정촌제 시행에 의해 사시마군 모리토촌이 성립하였다.
- 1947년 9월 16일 - 태풍 가스린으로 인한 폭우로 나카가와촌의 도네강 제방이 붕괴되었다. 모리토 마을도 대부분 침수되는 피해를 입었다.
- 1955년 3월 16일 - 사카이 정, 시즈카 촌, 나가타 촌, 사시마 촌과 합병해 사카이정이 성립하여 소멸하였다.

## 참고문헌
- 大日本篤農家名鑑編纂所編『大日本篤農家名鑑』大日本篤農家名鑑編纂所、1910年。